# Bernard Joy
Bernard Joy (Fulham, 29 ottobre 1911 – Kenton, 18 luglio 1984) è stato un calciatore e giornalista inglese.
È famoso per aver giocato da amatore nella Nazionale di calcio inglese.

## Carriera
Joy nacque nel quartiere di Fulham, a Londra. Nella capitale britannica studiò presso l'università cittadina, pur giocando a calcio come difensore. Dopo essersi diplomato, giocò per la Casuals F.C. dove divenne infine capitano, guidando la squadra alla vittoria della FA Cup per amatori nel 1936. Collezionò successivamente cinque presenze nella Nazionale inglese di calcio amatoriale e fu il capitano della Gran Bretagna ai Giochi della XI Olimpiade a Berlino.